# メトロ・トランジット200形電車
メトロ・トランジット200形電車(メトロ・トランジット200がたでんしゃ)は、2013年より営業運転を開始したメトロ・トランジット(ミネソタ州)のLRT車両。

## 概要
シーメンスのS70を採用した。グリーンラインの開業およびブルーラインの車両増備に伴い、グリーンライン向けに47両、ブルーライン向けに12両が導入され、総額は153,211,516ドルとなった。合計59両が在籍している。

## 車体
100形に続いて70%低床の部分低床構造、3車体3台車の連接車とされた。車体は鋼製。ドアはプラグドアで、ドア閉時にドアチャイムが鳴る。

## 走行機器
制御装置は2レベルPWMのIGBT-VVVFインバータ制御で、1C2M制御である。制御装置は屋根上に設置されている。加減速時に独特な音を発する。
主電動機はかご形三相誘導電動機で、全閉自己通風式である。駆動方式は100形に続きクイル式駆動方式を採用し、平歯車とスパイダを介して伝達される。車輪径は660mmである。